# Associazione Sportiva Ambrosiana-Inter 1937-1938
Questa voce raccoglie le informazioni riguardanti l'Associazione Sportiva Ambrosiana-Inter nelle competizioni ufficiali della stagione 1937-1938.

## Stagione
In vista del campionato 1937-38 la squadra nerazzurra non conobbe mutamenti sostanziali, continuando ad affidarsi in particolare alla vena realizzativa delle proprie punte: a reggere il peso dell'attacco, in aggiunta a Frossi e Meazza,  fu un Giovanni Ferrari assistito da Antonio Ferrara e Pietro Ferraris. Aggiudicatasi il titolo d'inverno con 4 lunghezze sulla Juventus, l'Ambrosiana-Inter subì il temporaneo sorpasso dei bianconeri nella fase di ritorno. Da segnalare a tal proposito il knock-out nella stracittadina milanese del 20 febbraio 1938, tintasi di rossonero per la prima volta dall'istituzione del girone unico: la precedente affermazione del Diavolo era datata 8 luglio 1928.
A fornire un'occasione di recupero soggiunsero le sconfitte dei torinesi con Triestina e Liguria, risultati che precipitarono i sabaudi a −2 dalla capolista lombarda: ad attendere gli uomini di Castellazzi nella domenica finale, con ben 5 compagini ancora matematicamente in lizza per lo Scudetto, fu il Bari. Alla trasferta coi pugliesi presenziò anche — dopo un viaggio solitario in treno — il sedicenne tifoso Giuseppe Prisco, futuro vicepresidente della società: imponendosi per 2-0 sul terreno dei biancorossi con gol di Meazza e Frossi (cui alcune fonti attribuiscono invece, seppur erroneamente, una doppietta) la Beneamata festeggiò il quarto tricolore della propria storia. Con appena 33 anni d'età, Castellazzi risultò l'allenatore più giovane di sempre — primato tuttora ineguagliato — a trionfare in Serie A.
Nell'estate 1938 — dopo aver contribuito al successo della Nazionale azzurra ai Mondiali francesi con Meazza, Ferrari, Ferraris e Locatelli — la formazione partecipò alla Coppa dell'Europa Centrale, arrendendosi nei quarti di finale allo Slavia Praga, poi vincitore della competizione: i boemi ipotecarono il passaggio già all'andata per effetto di un clamoroso 9-0, rendendo inutile la successiva vittoria nel ritorno a Milano per tre reti a una; il punteggio della gara di andata a Praga supera l'8 a 0 subito dalla Roma tre anni prima nella gara di ritorno a Budapest degli ottavi di finale della Coppa dell'Europa Centrale 1935 da parte del Ferencvaros, e rappresenterà per i successivi ottant'anni la peggior débâcle come scarto di reti di una formazione italiana in campo europeo.

## Organigramma societario
Area direttiva
- Presidente: Ferdinando Pozzani

Area tecnica
- Allenatore: Armando Castellazzi

## Rosa
| N. |                   | Ruolo | Calciatore            |
| -- | ----------------- | ----- | --------------------- |
|    | Italia (bandiera) | P     | Giuseppe Peruchetti   |
|    | Italia (bandiera) | D     | Giuseppe Ballerio     |
|    | Italia (bandiera) | D     | Carmelo Buonocore     |
|    | Italia (bandiera) | D     | Emilio Gattoronchieri |
|    | Italia (bandiera) | D     | Ugo Locatelli         |
|    | Italia (bandiera) | D     | Costantino Sala       |
|    | Italia (bandiera) | D     | Duilio Setti          |
|    | Italia (bandiera) | C     | Aldo Campatelli       |
|    | Italia (bandiera) | C     | Enrico Candiani       |
|    | Italia (bandiera) | C     | Giovanni Ferrari      |
|    | Italia (bandiera) | C     | Piero Colli           |

| N. |                   | Ruolo | Calciatore           |
| -- | ----------------- | ----- | -------------------- |
|    | Italia (bandiera) | C     | Nicola Ferrara (I)   |
|    | Italia (bandiera) | C     | Ezio Meneghello      |
|    | Italia (bandiera) | C     | Renato Olmi          |
|    | Italia (bandiera) | C     | Sandro Puppo         |
|    | Italia (bandiera) | A     | Piero Antona         |
|    | Italia (bandiera) | A     | Antonio Bisigato     |
|    | Italia (bandiera) | A     | Antonio Ferrara (II) |
|    | Italia (bandiera) | A     | Pietro Ferraris (II) |
|    | Italia (bandiera) | A     | Annibale Frossi      |
|    | Italia (bandiera) | A     | Giuseppe Meazza      |

### Aggregati per la Coppa dell'Europa Centrale
| N. |                   | Ruolo | Calciatore       |
| -- | ----------------- | ----- | ---------------- |
|    | Italia (bandiera) | C     | Lorenzo Suber    |
|    | Italia (bandiera) | C     | Bruno Vale       |
|    | Italia (bandiera) | A     | Giorgio Barsanti |

## Risultati

### Serie A

#### Girone di andata
| Arbitro: | Scarpi (Dolo) |

|                                       |           |                                          |
| Rosellini 30’ Romagnoli 62’ Coppa 90’ | Marcatori | 45’ Ferraris II 59’ Meazza 66’ Ferrara I |

| Arbitro: | Saracini (Ancona) |

|                                                  |           |            |
| Del Buono 36’ (aut.) Ferraris II 50’ Ferrari 73’ | Marcatori | 2’ Neri II |

| Arbitro: | Scorzoni (Bologna) |

|              |           |            |
| Trevisan 46’ | Marcatori | 52’ Frossi |

| Arbitro: | Ciamberlini (Sampierdarena) |

|                                                     |           |              |
| Meazza 6’, 73’ (rig.) Frossi 18’, 90’ Ferrara I 88’ | Marcatori | 33’ Viani II |

| Arbitro: | Bertolio (Torino) |

|               |           |  |
| Reguzzoni 64’ | Marcatori |  |

| Arbitro: | Zelocchi (Modena) |

|                             |           |           |
| Ferraris II 13’ Ferrari 24’ | Marcatori | 84’ Capra |

| Arbitro: | Galeati (Bologna) |

|                                |           |              |
| Meazza 30’ Castello 75’ (aut.) | Marcatori | 34’ Nicolosi |

| Arbitro: | Scarpi (Dolo) |

|              |           |                 |
| Servetti 44’ | Marcatori | 35’ Ferraris II |

| Arbitro: | Curradi (Firenze) |

|                             |           |                 |
| Ferraris II 55’ Ferrari 81’ | Marcatori | 63’ (rig.) Foni |

| Arbitro: | Scorzoni (Bologna) |

|                   |           |                                              |
| Busani 55’ (rig.) | Marcatori | 4’ Ferraris II 50’ Meazza 81’ (aut.) Cobelli |

| Arbitro: | Saracini (Ancona) |

|                      |           |             |
| Ferraris II 29’, 87’ | Marcatori | 65’ Bollano |

| Arbitro: | Ciamberlini (Sampierdarena) |

|               |           |             |
| Cominelli 63’ | Marcatori | 68’ Ferrari |

| Arbitro: | Scorzoni (Bologna) |

|            |           |  |
| Meazza 21’ | Marcatori |  |

| Arbitro: | Ciamberlini (Sampierdarena) |

|               |           |                 |
| Serantoni 53’ | Marcatori | 39’ Ferraris II |

| Arbitro: | Mattea (Torino) |

|                                                                                 |           |                       |
| Ferrara II 8’ Ferrara I 16’, 66’ Meazza 19’, 34’, 61’, 77’, 86’ Ferraris II 21’ | Marcatori | 24’ Cason 43’ Mancini |

#### Girone di ritorno
| Arbitro: | Scotto (Savona) |

|                                 |           |  |
| Ferrari 3’ Meazza 15’, 36’, 69’ | Marcatori |  |

| Livorno 23 gennaio 1938 | Livorno       | 0 – 0 | Ambrosiana-Inter | Stadio Edda Ciano Mussolini\| Arbitro: \| Scarpi (Dolo) \| |
| Arbitro:                | Scarpi (Dolo) |       |                  |                                                            |

| Arbitro: | Soliani (Genova) |

|                   |           |                          |
| Meazza 56’ (rig.) | Marcatori | 42’ (rig.), 76’ Trevisan |

| Arbitro: | Mattea (Torino) |

|  |           |                           |
|  | Marcatori | 26’, 55’, 87’ Ferraris II |

| Arbitro: | Dattilo (Roma) |

|                 |           |  |
| Meazza 11’, 86’ | Marcatori |  |

| Arbitro: | Scarpi (Dolo) |

|           |           |  |
| Capra 80’ | Marcatori |  |

| Arbitro: | Mazzarini (Roma) |

|                      |           |            |
| Buscaglia 75’ (rig.) | Marcatori | 72’ Meazza |

| Milano 6 marzo 1938 | Ambrosiana-Inter   | 0 – 0 | Genova 1893 | Arena Civica\| Arbitro: \| Scorzoni (Bologna) \| |
| Arbitro:            | Scorzoni (Bologna) |       |             |                                                  |

| Arbitro: | Dattilo (Roma) |

|                         |           |             |
| Bellini 14’ Gabetto 65’ | Marcatori | 24’ Ferrari |

| Arbitro: | Mazza (Torre del Greco) |

|                                         |           |            |
| Frossi 8’ Meazza 41’ Ferrari 44’ (rig.) | Marcatori | 81’ Busani |

| Arbitro: | Dattilo (Roma) |

|                                       |           |                      |
| Bollano 35’ Callegari 75’ Peretti 83’ | Marcatori | 77’ (aut.) Callegari |

| Arbitro: | Scotto (Savona) |

|                 |           |  |
| Ferraris II 75’ | Marcatori |  |

| Arbitro: | Scorzoni (Bologna) |

|               |           |             |
| Baldi III 82’ | Marcatori | 71’ Ferrari |

| Arbitro: | Zelocchi (Modena) |

|             |           |  |
| Ferrari 29’ | Marcatori |  |

| Arbitro: | Dattilo (Roma) |

|  |           |                       |
|  | Marcatori | 70’ Meazza 89’ Frossi |

### Coppa Italia
| Arbitro: | Rosso (Casale Monferrato) |

|                                     |           |                        |
| Meazza 10’, 30’, 62’, 87’ Colli 65’ | Marcatori | 40’ Menti II 67’ Rossi |

| Arbitro: | Moretti (Genova) |

|                                                 |           |         |
| Meazza 4’, 23’, 29’ (rig.) Ferraris II 59’, 70’ | Marcatori | 46’ Duè |

| Arbitro: | Zelocchi (Modena) |

|  |           |                       |
|  | Marcatori | 11’ Meazza 22’ Frossi |

| Arbitro: | Ciamberlini (Sampierdarena) |

|                            |           |  |
| Tomasi 36’ Foni 86’ (rig.) | Marcatori |  |

### Coppa dell'Europa Centrale
| Arbitro: | Xifando |

|                                             |           |                      |
| Ferraris II 67’, 76’ Meazza 75’ Ferrari 81’ | Marcatori | 19’ Déri 21’ Olajkár |

| Arbitro: | Krist |

|           |           |                   |
| Varga 66’ | Marcatori | 40’ (rig.) Meazza |

| Arbitro: | von Hertzka |

|                                                                      |           |  |
| Bican 32’, 54’, 60’, 69’ Horák 34’, 61’ Vytlačil 48’, 74’ Bradáč 59’ | Marcatori |  |

| Arbitro: | Ivancsics |

|                             |           |              |
| Ferrari 27’, 90’ Frossi 56’ | Marcatori | 25’ Vytlačil |

## Statistiche
Statistiche aggiornate al 17 luglio 1938.

### Statistiche di squadra
| Competizione               | Punti | In casa | In casa | In casa | In casa | In casa | In casa | In trasferta | In trasferta | In trasferta | In trasferta | In trasferta | In trasferta | Totale | Totale | Totale | Totale | Totale | Totale | DR |
| Competizione               | Punti | G       | V       | N       | P       | Gf      | Gs      | G            | V            | N            | P            | Gf           | Gs           | G      | V      | N      | P      | Gf     | Gs     | DR |
| -------------------------- | ----- | ------- | ------- | ------- | ------- | ------- | ------- | ------------ | ------------ | ------------ | ------------ | ------------ | ------------ | ------ | ------ | ------ | ------ | ------ | ------ | -- |
| Serie A                    | 41    | 15      | 13      | 1       | 1       | 38      | 11      | 15           | 3            | 8            | 4            | 19           | 17           | 30     | 16     | 9      | 5      | 57     | 28     | 29 |
| Coppa Italia               | -     | 2       | 2       | 0       | 0       | 10      | 3       | 2            | 1            | 0            | 1            | 2            | 2            | 4      | 3      | 0      | 1      | 12     | 5      | 7  |
| Coppa dell'Europa Centrale | -     | 2       | 2       | 0       | 0       | 8       | 2       | 2            | 0            | 1            | 1            | 1            | 10           | 4      | 2      | 1      | 1      | 9      | 12     | −3 |
| Totale                     | -     | 19      | 17      | 1       | 1       | 56      | 16      | 19           | 4            | 9            | 6            | 22           | 29           | 38     | 21     | 10     | 7      | 78     | 45     | 33 |

### Statistiche dei giocatori
| Giocatore         | Serie A  | Serie A | Coppa Italia | Coppa Italia | Coppa dell'Europa Centrale | Coppa dell'Europa Centrale | Totale   | Totale |
| Giocatore         | Presenze | Reti    | Presenze     | Reti         | Presenze                   | Reti                       | Presenze | Reti   |
| ----------------- | -------- | ------- | ------------ | ------------ | -------------------------- | -------------------------- | -------- | ------ |
| P. Antona         | 28       | 0       | 3            | 0            | 3                          | 0                          | 34       | 0      |
| G. Ballerio       | 4        | 0       | 3            | 0            | 1                          | 0                          | 8        | 0      |
| G. Barsanti       | 0        | 0       | 0            | 0            | 1                          | 0                          | 1        | 0      |
| A. Bisigato       | 2        | 0       | -            | -            | -                          | -                          | 2        | 0      |
| C. Buonocore      | 29       | 0       | 2            | 0            | 3                          | 0                          | 34       | 0      |
| A. Campatelli     | 6        | 0       | 3            | 0            | 1                          | 0                          | 10       | 0      |
| E. Candiani       | -        | -       | 3            | 0            | 2                          | 0                          | 5        | 0      |
| P. Colli          | 5        | 0       | 4            | 1            | -                          | -                          | 9        | 1      |
| A. Ferrara (II)   | 10       | 1       | 2            | 0            | 3                          | 0                          | 15       | 1      |
| N. Ferrara (I)    | 18       | 4       | -            | -            | -                          | -                          | 18       | 4      |
| G. Ferrari        | 30       | 9       | 1            | 0            | 4                          | 3                          | 35       | 12     |
| P. Ferraris (II)  | 30       | 14      | 3            | 2            | 3                          | 2                          | 36       | 18     |
| A. Frossi         | 22       | 5       | 3            | 1            | 1                          | 1                          | 26       | 7      |
| E. Gattoronchieri | 1        | 0       | 2            | 0            | -                          | -                          | 3        | 0      |
| U. Locatelli      | 30       | 0       | -            | -            | 4                          | 0                          | 34       | 0      |
| G. Meazza         | 26       | 20      | 4            | 8            | 4                          | 2                          | 34       | 30     |
| E. Meneghello     | 1        | 0       | -            | -            | 1                          | 0                          | 2        | 0      |
| R. Olmi           | 30       | 0       | 2            | 0            | 3                          | 0                          | 35       | 0      |
| G. Peruchetti     | 30       | -28     | 4            | -5           | 4                          | -13                        | 38       | -46    |
| S. Puppo          | -        | -       | 2            | 0            | -                          | -                          | 2        | 0      |
| C. Sala           | 2        | 0       | 2            | 0            | -                          | -                          | 4        | 0      |
| D. Setti          | 26       | 0       | 1            | 0            | 4                          | 0                          | 31       | 0      |
| L. Suber          | 0        | 0       | 0            | 0            | 1                          | 0                          | 1        | 0      |
| B. Vale           | 0        | 0       | 0            | 0            | 1                          | 0                          | 1        | 0      |